# CUS Bologna
Il CUS Bologna (acronimo CUSB) è un'associazione sportiva dilettantistica che opera nel settore dello sport dal 1946. Aderisce al Centro Universitario Sportivo Italiano (C.U.S.I.); quest'ultimo, a sua volta, è associato alla F.I.S.U. (Federation Internationale du Sport Universitaire), di cui è membro fondatore, ed all'E.U.S.A. (European University Sport Association)

## Storia
Il CUS Bologna è stato uno dei primi centri universitari sportivi ad organizzarsi dopo la Seconda Guerra Mondiale; proprio a Bologna nel 1947 furono organizzati i primi campionati universitari nazionali, a dimostrazione della centralità dello sport universitario bolognese nel panorama nazionale e del valore dei manager dell'epoca.
Nel 2014 il CUSB decide di cedere la Piscina Sterlino al Comune di Bologna dopo due anni in cui i piani di gestione della struttura sono risultati fallimentari e hanno portato le casse del Centro Universitario bolognese ad accumulare un pesante debito. Successivamente al conseguente commissariamento e al licenziamento di diversi dipendenti non senza polemiche, viene eletto nuovo Presidente Piero Pagni, con il mandato di risanare il debito, anche a discapito dei risultati sportivi. Parallelamente si assiste al progressivo decadimento di alcune delle storiche sezioni sportive.
Sono molti i campioni che si sono allenati e hanno conquistato vittorie con la maglia del CUS Bologna. Ester Balassini, che ha partecipato a due edizioni dei Giochi Olimpici ed è tuttora primatista di lancio del martello; Alessandra Bonfiglioli, che nel 1982 ha vinto il titolo nazionale nel salto in alto; Mauro Calibani, che nel 2001 ha conquistato il titolo mondiale nell’arrampicata; Barbara Fiammengo ha vinto il titolo italiano nel salto in alto nel 1988 e nel 1990; Serenella Sbrissa detentrice del titolo italiano negli 800 e nei 1.500 nel 1994 e nel 1996.

## Sezioni agonistiche
Sul territorio bolognese il CUSB è attualmente attivo con una propria squadra nei seguenti sport: atletica leggera, hockey indoor, nuoto master, nuoto pinnato, pallanuoto, orienteering, pallavolo, scherma, tennis, ultimate frisbee, vela.

## Impianti
Ad oggi il CUS Bologna gestisce una serie di impianti sportivi di proprietà dell’Università di Bologna:
- Centro Sportivo Record
- Impianto Sportivo del Terrapieno-Palacus
- Centro Sportivo Preziosi
- Palestra UNIone

## Palmarès

### Competizioni internazionali
2019 1º Posto Pallacanestro Maschile
2019 1º Posto  Pallavolo Femminile
2018 1º Posto Pallacanestro Maschile
2017 1º Posto Pallacanestro Maschile
2015 3º Posto Pallacanestro Maschile

### Competizioni nazionali
2019
- Taekwondo: 5 ori -  2 argenti - 1 bronzo
- Judo: 1 oro - 1 bronzo
- Atletica Leggera: 1 oro -  1 argento
- Scherma: 1 oro - 2 argenti
- Tennis: 2 argenti - 1 bronzo
- Pugilato: 1 bronzo
- Pallavolo Maschile: 1 bronzo

2018
- Atletica Leggera: 1 oro - 1 argento - 4 bronzi
- Taekwondo: 1 oro - 4 argenti - 4 bronzi
- Judo: 2 ori - 2 argenti - 1 bronzo
- Pallavolo femminile: 1 oro
- Tennis: 2 ori - 1 argento - 1 bronzo
- Pallacanestro Maschile: 1 oro
- Tiro a segno: 1 argento
- Pugilato: 1 argento
- Pallavolo Maschile: 1 bronzo
- Karate: 1 bronzo

2017
- Pallavolo Maschile: 1 oro
- Pallavolo Femminile: 1 oro
- Scherma: 1 oro
- Tennis: 1 oro - 1 argento
- Atletica Leggera: 2 ori - 3 argenti - 3 bronzi
- Taekwondo: 1 oro - 5 argenti - 2 bronzi
- Canottaggio: 1 argento
- Pallacanestro Maschile: 1 argento
- Golf: 1 bronzo
- Pugilato: 2 bronzo
- Lotta: 2 bronzo
- Tiro a segno: 1 bronzo
- Karate: 1 bronzo

2016
- Tiro a segno: 1 oro
- Pallavolo Maschile: 1 oro
- Pallacanestro Maschile: 1 oro
- Pallacanestro 3x3: 1 oro
- Atletica Leggera: 6 ori - 6 argenti - 3 bronzi
- Taekwondo: 2 oi - 1 argento - 2 bronzi
- Karate: 1 argento
- Pugilato: 1 argento - 1 bronzo
- Tiro a segno: 2 argenti - 1 bronzo
- Scherma: 2 argenti - 4 bronzi
- Judo: 4 argenti - 2 bronzi
- Tennis: 1 bronzo

2015
- Pallacanestro Maschile: 1 oro
- Lotta: 2 ori - 1 argento
- Taekwondo: 2 ori - 2 argenti - 2 bronzi
- Tiro a segno: 2 ori - 2 argenti
- Pallacanestro Femminile: 1 oro
- Atletica Leggera:  4 ori - 2 argenti - 4 bronzi
- Pugilato: 1 argento - 1 bronzo
- Scherma: 1 argento 4 bronzi
- Judo: 1 argento - 5 bronzi
- Beach Volley: 1 argento
- Rugby a 7: 1 bronzo

2014
- Atletica Leggera 2 ori -  1 argento - 4 bronzi
- Beach Volley Femminile: 1 oro
- Tiro a segno: 3 ori - 2 bronzi
- Pallacanestro Maschile: 1 oro
- Pallacanestro Femminile: 1 oro
- Scherma: 1 oro -  4 argenti
- Taekwondo: 6 ori - 1 argento
- Tiro al volo:1 oro -  2 argenti
- Vela: 1 oro
- Judo: 1 argento - 2 bronzi
- Lotta: 1 argento
- Karate: 1 bronzo

2013
- Judo: 1 oro - 3 argenti
- Scherma: 2 ori - 1 argento
- Beach Volley: 1 oro - 1 bronzo
- Pallacanestro Maschile: 1 oro
- Taekwondo: 1 oro - 1 argento - 3 bronzi
- Atletica Leggera: 1 oro - 1 argento - 3 bronzi
- Tiro a segno: 1 bronzo

2012
- Judo: 1 oro - 1 argento - 1 bronzo
- Karate: 1 oro
- Taekwondo: 1 oro - 1 argento - 2 bronzi
- Scherma: 3 ori - 1 argento - 1 bronzo
- Atletica Leggera: 1 oro - 2 argenti - 2 bronzi
- Beach Volley Femminile: 1 oro
- Tiro a volo: 1 argento
- Rugby a 7: 1 argento
- Tennis: 1 argento - 1 bronzo
- Tiro a segno: 2 bronzi
- Pallacanestro Maschile: 1 bronzo

2010
- Vela:1 oro
- Karate: 3 ori - 1 argento
- Tiro a segno: 2 ori - 2 argenti - 1 bronzo
- Schema: 1 oro - 1 argento
- Tennis: 3 ori - 3 bronzi
- Pugilato: 1 argento - 1 bronzo
- Judo: 3 bronzi
- Tennis Tavolo: 1 bronzo
- Atletica Leggera: 4 bronzi

2009
- Taekwondo: 1 oro - 1 argento - 2 bronzi
- Pugilato: 5 ori - 1 bronzo
- Karate: 1 oro
- Scherma: 1 oro
- Atletica Leggera: 1 oro -  4 argenti - 2 bronzi
- Pallacanestro Maschile: 1 oro
- Judo: 2 argenti
- Vela: 1 bronzo
- Tennis: 3 bronzi

2008
- Taekwondo: 1 oro - 1 argento - 4 bronzi
- Atletica Leggera: 1 oro - 2 argenti
- Tennis: 1 oro
- Hockey su prato: 1 oro
- Pugilato: 2 argenti - 1 bronzo
- Judo: 1 bronzo
- Karate: 2 bronzo
- Lotta: 1 bronzo
- Scherma: 1 bronzo